# Klek (planina)
Klek je planina istaknutog stjenovitog vrha na jugu Gorskog kotara, iznad grada Ogulina. Visok je 1182 metra. Ima oblik hrpta dugog 3 – 4 km, u smjeru sjeverozapad-jugoistok, koji je od podnožja pa do bila pokriven šumskim plaštem, dok se oko podnožja planine prostiru široke livade. S koje god mu strane prilazili, Klek pokazuje drugo obličje, ali pogled odasvud privlači njegova okomita stijena visoka 200 m.
Gledan s istoka i juga doimlje se kao usnuli div, kojemu su stijene Klečice noge, a vršna stijena glava, prema narodnoj predaji, vrh Klek je sijelo vještica, koje su svojevrstan simbol Kleka i Ogulina. Sam vrh Klek je kamena glavica promjera desetak metara, povrh stjenovitih okomica. S vrha je lijep vidik prema Bjelolasici, Risnjaku, Ogulinu i jezeru Sabljaci, a za lijepih dana vide se i Alpe. Klekova vršna stijena bila je prva škola hrvatskih alpinista i u njoj je izveden velik broj prvenstvenih penjačkih uspona, zbog čega se Klek naziva kolijevkom hrvatskog planinarstva.

## Zemljopisni položaj i geologija
Stoji kao istaknuti greben na istočnim okrajcima Velike Kapele i svojim padinama se spušta prema Ogulinskom polju i dolini Dobre. Na sjevernom kraju blago prelazi u Gomirsku kosu dok je na jugu bolje definiran prema Klečkoj dragi, Soviljici i Stožcu. Vrhovi su mu impozantni, strmi i stjenoviti, a dva su najznačajnija, Klečice ili Mali Klek (1058 m) i Veliki Klek ili samo Klek (1182 m) sa svojom oko 200-metarskom okomitom „južnom stijenom“.
Uzdignut alpskom orogenezom u tercijaru, geološki je izgrađen od karbonatnih sedimenata tj. jurskih vapnenaca i dolomita, a vršni dio od krednih vapnenaca.

Na masivu se nalazi nekoliko speleoloških objekata: Horvatova ili Klečka spilja, Polupećina, Jama Jarunčica na Zakopi i dvije jame (otkrivene u ovom stoljeću) Vještičja jama (dubine 133 m) i još jedna s ulazom blizu vrha, na visini 1162 m.
Klima je planinska s obilnim padalinama što potiče nastanak izvora cijednica i potočića bujičnjaka koji se sabiru u Klečkoj dragi ili Perasovu jarku. Iza Perasova jarka na sjevernom obronku Kleka nalazi se i ruševina starog frankopanskog grada Vitunja iznad istoimenog sela.

## Flora i fauna
Većinu planine prekriva šuma, na istočnoj ogulinskoj strani isključivo listopadna i uglavnom bukova s nešto javora, graba i lijeske, dok je na zapadnoj strani prema Musulinskom potoku više mješovita šuma bukve i jele. Manji ali botanički značajnji udio imaju planinski travnjaci i reliktna alpska vegetacija na stijenama s rijetkim biljkama npr. kitajbelov jaglac (Primula kitaibeliana), dlakavi sleč (Rhododendron hirsutum), hrvatska bresina (Micromeria croatica), malijevo devesilje (Seseli malyi), kluzijev srčanik (Gentiana clusii) i mnogi drugi.
Životinjski svijet sisavaca i ptica sličan je kao u ostatku Gorskog kotara: mrki medvjed, vuk, ris, srna, više vrsta šišmiša, puhovi i ptice grabljivice kao suri orao (Aquila chrysaetos), sivi sokol (Falco peregrinus), škanjac osaš (Pernis apivorus). Tetrijeb gluhan nekad je bio stanovnik planine, od gmazova između ostalih tu su poskok i velebitska gušterica (Iberolacerta horvathi).
Na gorskim livadama brojni su leptiri od kojih su neki rijetki, a jedna podvrsta štajerskog crnog okaša (Erebia styrius kleki) živi samo na Kleku (stenoendem).
Zbog iznimne krajobrazne i biološke vrijednosti područje površine oko 850 ha zaštićeno je 1971. godine kao značajni krajobraz, a dio je evidentiran kao geomorfološki i botanički rezervat.

## Planinarstvo
Prvi ugledniji planinar za kojeg se zna, bio je francuski prirodoslovac i istraživač Baltasar Hacquet koji u svojoj knjizi iz 1782. spominje rijetke biljke nađene na Kleku, po svemu sudeći na vrhu nije bio jer ga je smatrao nedostupnim.
U vrijeme svojih putovanja po našim krajevima, na Klek se 1838. god. penjao saski kralj Fridrik August II. ujedno i botaničar amater, u pratnji između ostalih i ogulinskog časnika Josipa Jelačića, kasnije bana.
Razdoblje romantizma 19. stoljeća potaknulo je eskapizam i zanimanje za divlju prirodu. Ushićen usponom na Klek 1874. godine, dr. Johanes Frischauf, sveučilišni profesor iz Graza, sastao se u Ogulinu s časnikom i književnikom Budom Budisavljevićem te pravnikom i piscem Vladimirom Mažuranićem. Sastanak je potaknuo osnivanje Hrvatskog planinarskog društva iste godine u Zagrebu, kao 9. nacionalnog planinarskog saveza na svijetu.
Na vrh Kleka penjali su se botaničari Ljudevit Vukotinović, Josip Schlosser, Dragutin Hirc, a za njima i mnogi drugi.
Na poticaj središnjice HPD-a i uz novčanu potporu ogulinske općine, ogulinski veterinar Franjo Fink 1890. probija put kroz klečku stijenu do vrha.
Početkom 20. stoljeća počinju prvi alpinistički usponi. Planinarski dom na Kleku sagrađen je 1958. na nadmorskoj visini od točno 1000 metara. Godine 1958. u navezu sa Zvonimirom Lidenbachom pri svom 130. usponu na Klek poginuo je legenda hrvatskog planinarstva Branko Lukšić.

## U umjetnosti i predaji
O „starcu Kleku“ su pisali književnici August Šenoa, Ante Kovačić i A. G. Matoš. Ivana Brlić-Mažuranić u svojem sjećanjima na djetinjstvo piše: „...Čudnovati i napadni oblici Kleka i romantičnost Dobre pružali su mojoj mašti toliko hrane...što li se sve odigrava u dubokoj noći oko Kleka.“.
Klek se izdvaja kao najznačajniji motiv slikara Vladimira Varlaja, slikao ga je najmanje dvadeset puta s različitih lokacija u različita doba dana i godine.
Svojom zagonetnom i mističnom pojavom ova planina nadahnjuje legende još od najstarijih vremena, a dvije su sigurno autentične.
Slovenski polihistor i putopisac Janez Vajkard Valvasor 1689. zabilježio je predaju: „Nedaleko odavde leži svima poznati Vještičji brijeg, Klech ili Klijek nazvan, na kojemu po opće poznatoj sagi vještice i zlodusi svoj sabat i svoja vještičja kola održavaju.“ Treba imati na umu da su progoni vještica stvarnost njegova vremena.
Neke narodne pripovijetke o klečkim vješticama zapisao je kasnije u 19. stoljeću povjesničar Rudolf Strohal.
Druga legenda temeljena na specifičnom i pomalo bizarnom reljefnom obliku (pareidolija) priča o Kraljeviću Marku koji je ovdje odlučio počinuti ali je zauvijek zaspao i sada je leđima prirastao zemlji.
Treća bajka u kojoj je div Klek pao pobjeđen pa okamenjen od Svaruna ili Velesa ili Peruna u cjelini je neprovjerena tj. novokomponirani mit, a čak je upitno i postojanje diva toga imena u staroslavenskom imaginariju.
Međutim podrijetlo imena Klek nije do kraja razjašnjeno, javlja s kao čest oronim u Hrvatskoj i susjednim zemljama, vjerojatno je slavensko, možda je mitološko ili dolazi od glagola klecati, ili od klekovine (biljna vrsta ili vegetacijska zajednica). Imamo Klek na Platku, na Dinari, na Paklenici, kod Kompolja, u Bosni na Zelengori, kod Zavidovića i Vrnograča. Najviši je zapravo Grossglockner u Koruškoj (slovenski: Veliki Klek).

## Drugi projekti
|  | Zajednički poslužitelj ima još gradiva o temi Klek |